# Metopomyza taipingensis
Metopomyza taipingensis är en tvåvingeart som beskrevs av Shiao och Wu 1997. Metopomyza taipingensis ingår i släktet Metopomyza och familjen minerarflugor.
Artens utbredningsområde är Taiwan. Inga underarter finns listade i Catalogue of Life.